# نورمان هابجود
نورمان هابجود (بالإنجليزية: Norman Hapgood)‏ (28 مارس 1868 - 29 أبريل 1937) كاتب وصحفي ومحرر وناقد أمريكي. ولد في شيكاغو وتخرّج في جامعة هارفارد 1890. برز في ميدان المجلات الأمريكية في العقدين الأولين من القرن العشرين، حرر مجلة كوليزر (1902 - 1912)، ومجلة هاربر الأسبوعية‌(1913 - 1916). عيّن في 17 يونيو 1919 وزيراً مفوضاً لأمريكا بالدنمارك حتى 9 ديسمبر 1919. من مؤلفاته ترجمات للنكولن وواشنطن، وله كتاب المسرح في أمريكا 1901 والصناعة والتقدم 1911، وسيرته الذاتية السنوات المتغيرة 1930. 

## سيرته
ولد نورمان هابود في 28 مارس 1868 في شيكاغو بولاية إلينوي لتشارلز هتشينز هابود (1836–1917) وفاني لويز (باورز) هابود (1846–1922). إنه الأخ الأكبر للصحفي والمؤلف هتشينز هابود. تخرج من جامعة هارفارد في عام 1890 ومن كلية الحقوق هناك في عام 1893 ، ثم اختار أن يصبح كاتباً. عملت هابود بصفتها ناقد الدراما للمعلن التجاري لمدينة نيويورك ولوكمان بوكمان في 1897-1902. تم تعيينه رئيس تحرير مجلة كولير ويكلي في عام 1903 وبقي في هذا المنصب لنحو عقد، قبل أن يغادر ليصبح محرر هاربر ويكلي في يونيو 1913. 

خلال الجزء الأخير من الحرب العالمية الأولى وحتى فترة ما بعد الحرب في وقت مبكر، شغل هابود منصب رئيس رابطة عصبة الأمم الحرة، التي دعت لصالح عصبة الأمم للفصل في النزاعات الدولية. وبهذه الصفة، ساعد هابود في النهوض بجدول أعمال الرئيس وودرو ويلسون، الذي سعى لإنشاء مثل هذه الهيئة في مؤتمر باريس للسلام عام 1919.

في عام 1919 ، عين الرئيس ويلسون وزير هابود في الدنمارك، حيث شغل هذا المنصب لمدة ستة أشهر. ساعد في الكشف عن معاداة السامية لهنري فورد في مقالته، «القصة الداخلية لهنود هوس هنري فورد» ، الجزء 4 ، هيرستس إنترناشونال (سبتمبر 1922).

هابجوود كان متزوجا مرتين. واصلت زوجته الأولى، إميلي بيجيلو هابود، التي تزوجها في عام 1896 ، لتصبح مشهورة في حد ذاتها كمنتج مسرحي في نيويورك. تم الطلاق في عام 1915. بعد عامين، تزوج من زوجته الثانية، إليزابيث كمبلي رينولدز (1894-1974). [3] كانت إليزابيث هابجود، التي كانت تتحدث الروسية بطلاقة، أول مترجم للغة الإنجليزية للكتابات عن التمثيل من قِبل كونستانتين ستانيسلافسكي. ان نورمان هابود هو أول من اقترح، في عام 1914 ، دعوة مسرح موسكو للفنون إلى أمريكا.

توفي نورمان هابجوود في 29 أبريل 1937 بعد جراحة البروستاتا في مستشفى نيويورك - المشيخية. تم دفن في مقبرة جرين وود، بروكلين، نيويورك.

## مؤلفاته
- رجال الدولة الأدبيون ومقالات أخرى عن الرجال ينظرون من بعيد، 1897، أعيد إصدارها من قبل Books for Libraries Press سنة 1972.
- ابراهام لنكولن: رجل الشعب، 1899.
- دانيال ويبستر، 1899.
- جورج واشنطن، 1901.
- المسرح في أمريكا، 1901.
- الصناعة والتقدم، 1911.
- الكومنولث اليهودي، 1919.
- ساعة النهوض، 1920.
- الوطنيون المحترفون (مع سيدني هوارد وجون هيرلي)، 1927.
- صعوداً من شوارع المدينة: دراسة عن حياة ألفريد إي سميث (مع هنري موسكوفيتش)، 1927.
- لماذا يجب على جين قراءة شكسبير، 1929.
- السنوات المتغيرة، 1930.

## وصلات خارجية
- أعمال أو نبذة عن نورمان هابجود على أرشيف الإنترنت
- Works by Norman Hapgood, at Unz.org
- The Political Graveyard: Norman Hapgood
- United States Department of State: Ambassadors to Denmark
- Norman Hapgood's grave in Green-Wood Cemetery, Brooklyn, New York
- Norman Hapgood and Elizabeth Reynolds Hapgood Papers Repository: Manuscript Division, Library of Congress, Washington, D.C.
- Photogravure of Hapgood by Doris Ulmann